# Pierre de Kylver

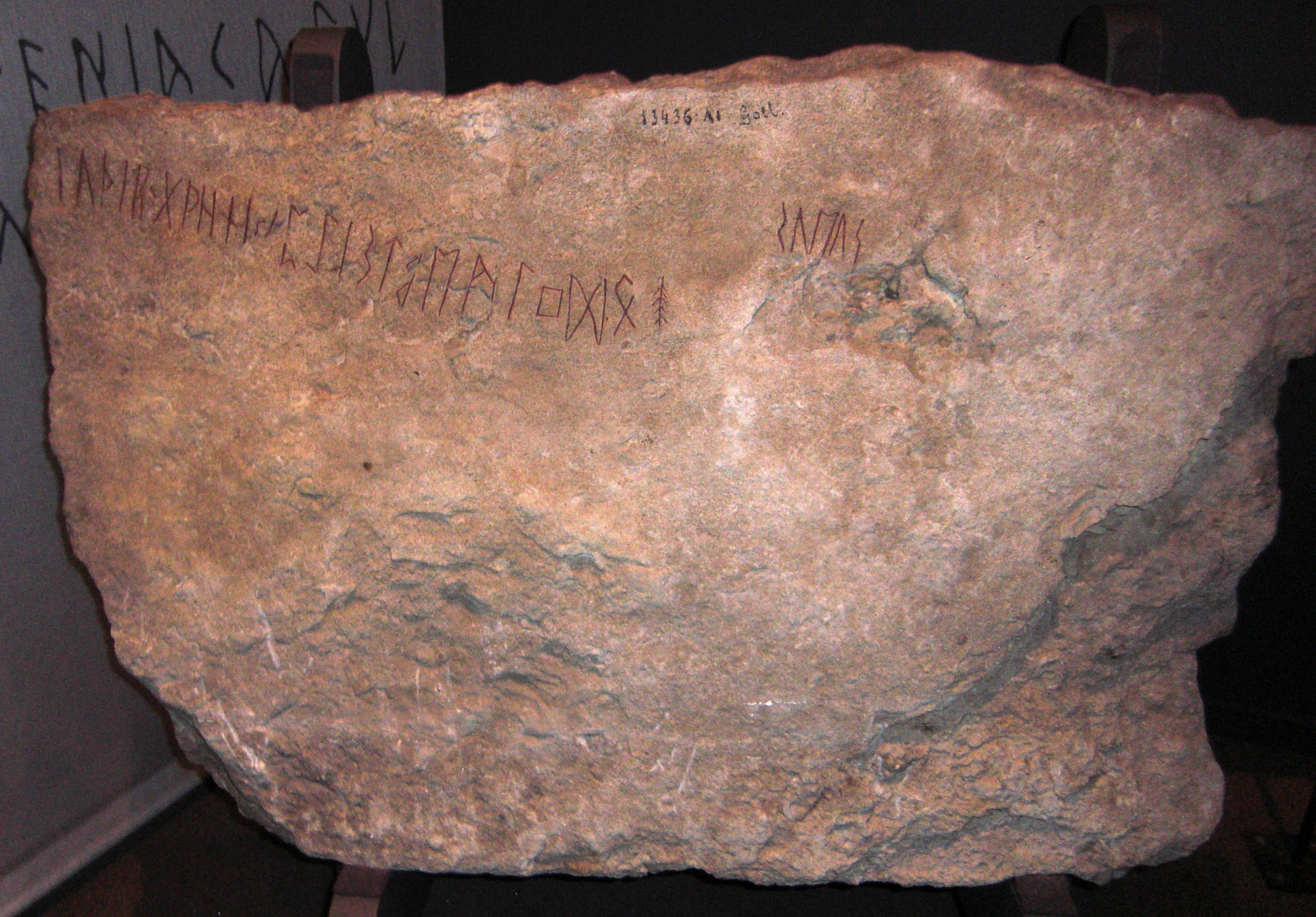
La pierre de Kylver

La pierre de Kylver, répertoriée dans le catalogue Rundata sous l'inscription runique G 88, est une pierre runique suédoise datant d'environ 400 après J.-C. Elle est remarquable pour son inscription de chacune des runes du vieux futhark.

## Description
La pierre de Kylver a été découverte lors de l'excavation d'un cimetière près d'une ferme à Kylver, Stånga, Gotland en Suède en 1903. La pierre était une roche calcaire plate utilisée pour sceller une tombe, et l'inscription runique était gravée sur le dessous, ce qui la rendait illisible depuis l'extérieur. La datation de la pierre à environ 400 après J.-C. repose sur la datation archéologique des tombes.
La pierre de Kylver a été retirée de Gotland et transportée au Musée historique de Stockholm, où elle est exposée à ce jour.
Le fait que l'inscription soit à l'intérieur du couvercle d'une tombe a conduit à des spéculations selon lesquelles elle représentait une utilisation du vieux Futhark pour apaiser le défunt d'une manière ou d'une autre. Cependant, il a été souligné qu'il n'y a rien dans l'inscription qui appuie cette théorie. De plus, il n'existe aucune preuve que l'inscription ait été réalisée spécifiquement pour être utilisée sur le couvercle d'une tombe. Il existe de nombreux exemples où des pierres avec des inscriptions runiques ont été réutilisées à d'autres fins. Il a été suggéré que l'inscription avait probablement pour but de s'exercer ou d'enseigner la gravure du vieux Futhark.

## Inscription
La pierre de Kylver est inscrite avec le plus ancien listing séquentiel connu des 24 runes en vieux Futhark.
…ᚢ ᚦ ᚨ ᚱ ᚲ ᚷ … ᚺ ᚾ ᛁ ᛃ ᛈ ᛇ ᛉ ᛊ ᛏ ᛒ ᛖ ᛗ ᛚ ᛜ ᛞ ᛟ
[f]u þ a r k g [w] h n i j p ï z s t b e m l ŋ d o
Dans cette inscription, les runes a (ᚨ), s (ᛊ) et b (ᛒ) sont inversées par rapport à leur utilisation ultérieure, et la rune z (ᛉ) est à l'envers (ᛦ). Les points sur l'image indiquent des formes incorrectes ou non orthodoxes comme celles-ci dans l'inscription originale. Les runes f (ᚠ) et w (ᚹ) sont partiellement gravées.
Après la dernière rune, on trouve une rune en forme d'épicéa ou d'arbre, avec six branches à gauche et huit à droite d'un seul trait vertical. Celle-ci est interprétée comme une bindrune composée de runes Tiwaz empilées, ou possiblement de six runes Tiwaz et quatre runes Ansuz invoquant Týr et les Æsir pour la protection.
Dans un espace séparé, le mot palindromique ᛊᚢᛖᚢᛊ sueus est inscrit. La signification de ce mot est inconnue, mais il est possible qu'il soit associé à la magie. Une suggestion présentée par Marstrander est qu'il s'agit d'une écriture magique du mot "eus" (la forme nominative du mot "cheval"), commençant par le "e" et s'écrivant dans les deux sens. Cependant, cette suggestion a été critiquée comme étant "linguistiquement impossible" pour cette période. La petite inscription utilise également la version du Futhark récent pour la rune s. Il est également possible que cela fasse référence à la tribu germanique des Suiones qui habitait la région, dont le royaume a posé les bases de ce qui allait devenir la Suède.